# Clara Aguilera García

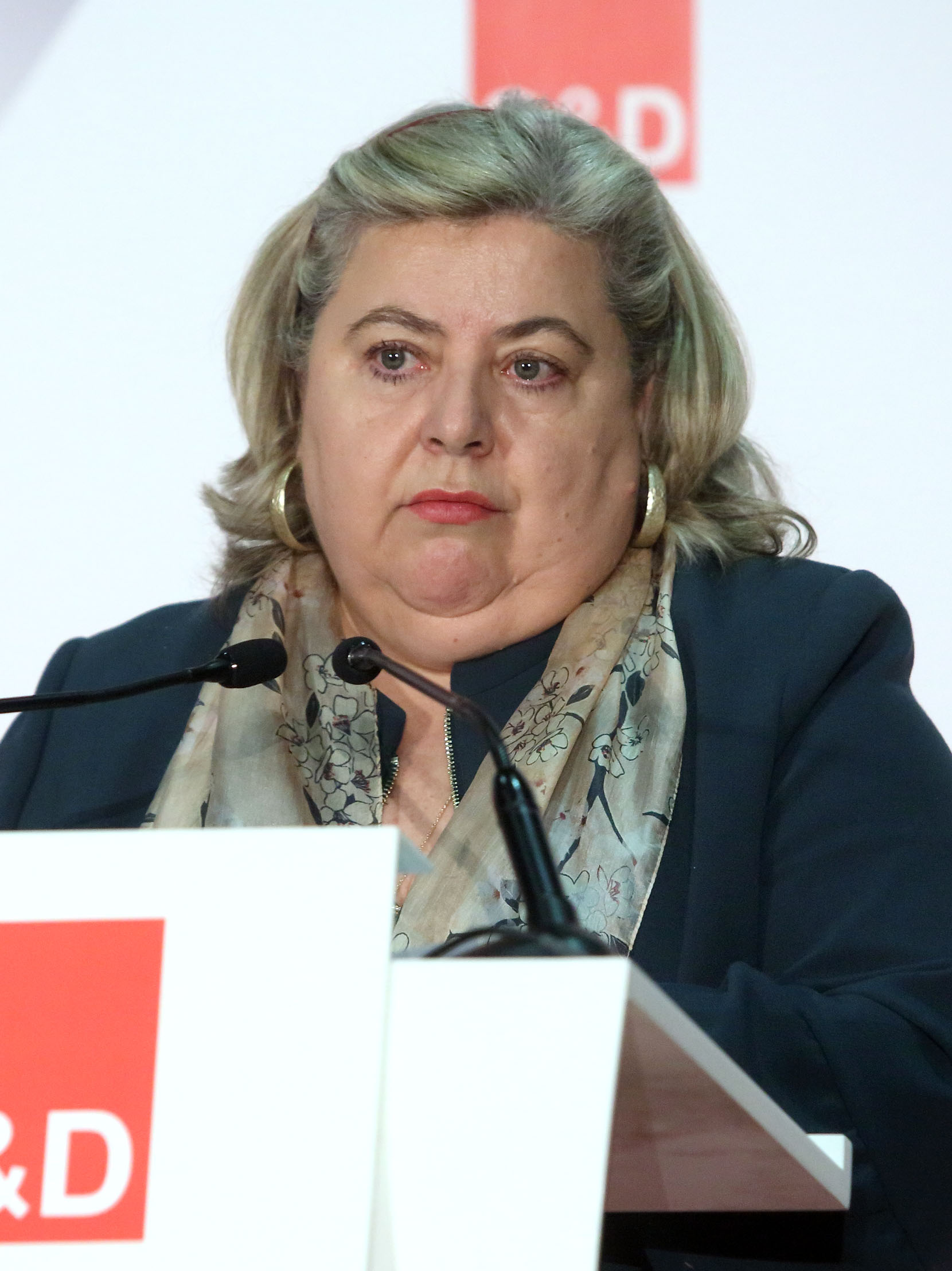
Clara Aguilera (2019)

Clara Eugenia Aguilera García (* 3. Januar 1964 in Granada) ist eine spanische Politikerin der Partido Socialista Obrero Español.

## Leben
Von 2000 bis 2014 war Garcia Abgeordnete im Parlamento de Andalucía. Garcia ist seit 2014 Abgeordnete im Europäischen Parlament. Dort ist sie Stellvertretende Vorsitzende im Ausschuss für Landwirtschaft und ländliche Entwicklung und Mitglied im Fischereiausschuss sowie in der Delegation für die Beziehungen zu den Ländern des Mercosur. 